# Казахстан на летней Универсиаде 2013
Казахстан на XXVII Всемирной Летней Универсиаде был представлен 169 спортсменами в 14 видах спорта. По итогам игр казахстанская сборная завоевала 3 золотых, 11 серебряных и 16 бронзовых медалей. Призовые для победителей Универсиады составили 3100 долларов США.

## Призёры
| Медаль  | Обладатель                                                                                | Вид спорта                  | Дисциплина                               | Дата       |
| ------- | ----------------------------------------------------------------------------------------- | --------------------------- | ---------------------------------------- | ---------- |
| Золото  | Маргарита Мукашева                                                                        | Лёгкая атлетика             | 800 м, женщины                           | 09.07.2013 |
| Золото  | Фархад Харки                                                                              | Тяжёлая атлетика            | до 62 кг, мужчины                        | 08.07.2013 |
| Золото  | Сборная Казахстана: Александра Малиновская, Юлия Морозова, Олеся Снегиревич               | Стрельба                    | 50 м, винтовка, командный зачёт, женщины | 16.07.2013 |
| Серебро | Димаш Молдашев                                                                            | Борьба на поясах            | до 75 кг, мужчины - св.стиль             | 07.07.2013 |
| Серебро | Эксархан Оксанов                                                                          | Борьба на поясах            | до 100 кг, мужчины - класс.стиль         | 09.07.2013 |
| Серебро | Рустам Рустамов                                                                           | Бокс                        | до 56 кг                                 | 10.07.2013 |
| Серебро | Жан Кособуцкий                                                                            | Бокс                        | свыше 91 кг                              | 10.07.2013 |
| Серебро | Руслан Курбанов                                                                           | Фехтование                  | шпага (мужчины)                          | 08.07.2013 |
| Серебро | Карина Горичева                                                                           | Тяжёлая атлетика            | до 63 кг, женщины                        | 09.07.2013 |
| Серебро | Александр Зайчиков                                                                        | Тяжёлая атлетика            | до 94 кг, мужчины                        | 12.07.2013 |
| Серебро | Беймбет Канжанов                                                                          | Самбо                       | до 52 кг, мужчины                        | 14.07.2013 |
| Серебро | Сергей Емельянов                                                                          | Гребля на байдарках и каноэ | каноэ-одиночка, 1000 м, мужчины          | 14.07.2013 |
| Серебро | Сергей Емельянов                                                                          | Гребля на байдарках и каноэ | каноэ-одиночка, 500 м, мужчины           | 15.07.2013 |
| Серебро | Багдат Жарылгасов                                                                         | Самбо                       | до 62 кг, мужчины                        | 16.07.2013 |
| Бронза  | Евгений Эктов                                                                             | Лёгкая атлетика             | тройной прыжок, мужчины                  | 09.07.2013 |
| Бронза  | Аян Ермекбаев                                                                             | Борьба на поясах            | до 82 кг, мужчины - св.стиль             | 07.07.2013 |
| Бронза  | Гулнур Ерболова                                                                           | Борьба на поясах            | до 52 кг, женщины - св.стиль             | 08.07.2013 |
| Бронза  | Ержан Жомарт                                                                              | Бокс                        | до 49 кг                                 | 09.07.2013 |
| Бронза  | Нурдаулет Жарманов                                                                        | Бокс                        | до 75 кг                                 | 09.07.2013 |
| Бронза  | Бердах Примбаев                                                                           | Борьба                      | до 55 кг, мужчины - вольный стиль        | 11.07.2013 |
| Бронза  | Сборная Казахстана: Дмитрий Алексанин, Эльмир Алимжанов, Дмитрий Грязнов, Руслан Курбанов | Фехтование                  | Командная шпага                          | 11.07.2013 |
| Бронза  | Никита Филиппов                                                                           | Лёгкая атлетика             | шест, мужчины                            | 11.07.2013 |
| Бронза  | Алихан Джумаев                                                                            | Борьба                      | до 96 кг, мужчины - вольный стиль        | 12.07.2013 |
| Бронза  | Ажар Кембеил                                                                              | Самбо                       | до 60 кг, женщины                        | 14.07.2013 |
| Бронза  | Сборная Казахстана: Жания Айдарханова, Эльвира Акчурина, Ангелина Мищук                   | Стрельба                    | Скит, командный зачёт, женщины           | 14.07.2013 |
| Бронза  | Сборная Казахстана: Александра Малиновская, Юлия Морозова, Олеся Снегиревич               | Стрельба                    | 50 м, винтовка, командный зачёт, женщины | 15.07.2013 |
| Бронза  | Асхат Жанбиров                                                                            | Борьба                      | до 66 кг, мужчины - греко-римский стиль  | 15.07.2013 |
| Бронза  | Нурмахан Тыналиев                                                                         | Борьба                      | до 120 кг, мужчины - греко-римский стиль | 15.07.2013 |
| Бронза  | Дилдаш Курышбаева                                                                         | Самбо                       | до 68 кг, женщины                        | 16.07.2013 |
| Бронза  | Кебиспаев Алмат                                                                           | Борьба                      | до 60 кг, мужчины - греко-римский стиль  | 16.07.2013 |

## Участники

### Бокс
| Спортсмен           | Категория   | 1/16                            | 1/8                    | 1/4                     | 1/2                     | Финал                 |
| Спортсмен           | Категория   | Результат                       | Результат              | Результат               | Результат               | Результат             |
| ------------------- | ----------- | ------------------------------- | ---------------------- | ----------------------- | ----------------------- | --------------------- |
| Ержан Жомарт        | До 49 кг    |                                 |                        | Мирлан Туркбай уулу 3:0 | Ким Инкю 0:3            | не прошёл             |
| Олжас Саттыбаев     | До 52 кг    | Роман Садиржан уулу TKO R2 1:39 | Энхдельгер Хархуу 1:2  | не прошёл               | не прошёл               | не прошёл             |
| Рустам Рустамов     | До 56 кг    |                                 | Иван Ильницкий 3:0     | Джавид Чалабиев 3:0     | Идерхуу Энжаргал 3:0    | Сергей Водопьянов 1:2 |
| Гани Жайлауов       | До 60 кг    |                                 | Самвел Барсегян 3:0    | Адлан Абдурашидов 0:3   | не прошёл               | не прошёл             |
| Айдар Амирзаков     | До 64 кг    |                                 | Эслам Мохамед 2:1      | Денис Беринчик 0:3      | не прошёл               | не прошёл             |
| Бахытжан Кожабеков  | До 69 кг    |                                 | Андрей Замковой 1:2    | не прошёл               | не прошёл               | не прошёл             |
| Нурдаулет Жарманов  | До 75 кг    |                                 | Джулио Зито 3:0        | Джаба Хоситашвили 2:1   | Азизбек Абдугофуров 1:2 | не прошёл             |
| Алмат Серимов       | До 81 кг    |                                 | Виктор Котюжанский 0:3 | не прошёл               | не прошёл               | не прошёл             |
| Алексей Севостьянов | До 91 кг    |                                 | Геворг Манукян 1:2     | не прошёл               | не прошёл               | не прошёл             |
| Жан Кособуцкий      | Свыше 91 кг |                                 |                        | Алексей Заватин 3:0     | Ян Судзиловский 3:0     | Магомед Омаров 0:3    |

### Борьба на поясах
| Спортсмен        | Категория                                      | 1/8                     | 1/4                                                              | 1/2                                                              | Финал               |           |
| Спортсмен        | Категория                                      | Результат               | Результат                                                        | Результат                                                        | Результат           |           |
| ---------------- | ---------------------------------------------- | ----------------------- | ---------------------------------------------------------------- | ---------------------------------------------------------------- | ------------------- | --------- |
| Жаксылык Касымов | Мужчины, классический стиль (куреш), до 70 кг  | Сергей Филанович 0:4    | не прошёл                                                        | не прошёл                                                        | не прошёл           |           |
| Эскархан Осканов | Мужчины, классический стиль (куреш), до 100 кг | Махмад Миров 4:0        | Пётр Пальчик 4:0                                                 | Кадыр Келсинбеков 4:0                                            | Ренат Ахметшин 0:4  |           |
| Эскархан Осканов | Мужчины, свободный стиль, до 100 кг            |                         | Нурбек Аканов 0:5                                                | Поединок за 3-е место Хошгельды Ханаев 1:4                       | не прошёл           |           |
| Гани Келдикулов  | Мужчины, свободный стиль, до 62 кг             |                         | Габдыжалил Сулейманов 0:5                                        | не прошёл                                                        | не прошёл           |           |
| Денис Лешков     | Мужчины, свободный стиль, до 68 кг             | Дмитрий Драневский 5:0  | Азамат Лайпанов 0:5 Утешительный четвертьфинал: Амэмия Рюдзи 5:0 | Поединок за 3-е место Умер Белялов 1:3                           | не прошёл           |           |
| Димаш Молдашев   | Мужчины, свободный стиль, до 75 кг             |                         | Алы Аллабердиев 5:0                                              | Игорь Бесляга 5:0                                                | Алибек Лепшоков 1:3 |           |
| Аян Ермекбаев    | Мужчины, свободный стиль, до 82 кг             | Сулейман Бабаев 3:1     | Эннан Сеферов 5:0                                                | Нурбек Кожобеков 0:5 Поединок за 3-е место: Умар Исса Барри 5:0  | не прошёл           |           |
| Мухит Турсынов   | Мужчины, свободный стиль, до 90 кг             | Алибек Хапаев 0:5       | Утешительный четвертьфинал: Отгонбатар Лхагвасурен 0:4           | не прошёл                                                        | не прошёл           | не прошёл |
| Гулнур Ерболова  | Женщины, свободный стиль, до 52 кг             | Герелмаа Эрденецогт 3:1 | Салтанат Ахмеджанова 5:0                                         | Ульвия Керимова 0:3 Поединок за 3-е место: Людмила Матюшенко 4:1 | не прошла           |           |

### Дзюдо
| Категория                             | Спортсмен | 1 раунд                | 2 раунд                                                           | 3 раунд                                                               | 1/4 финала                                                | 1/2 финала | Финал     |           |
| ------------------------------------- | --- | ---------------------- | ----------------------------------------------------------------- | --------------------------------------------------------------------- | --------------------------------------------------------- | ---------- | --------- | --------- |
| Мужчины, до 60 кг                     | Рустам Ибраев |                        | Бартоломей Гарбачик 000:0002 Таблица B: Мухаммет Артыков 100:0003 | Кидо Синдзи 000:100 Таблица B: Фелипе Пелим 0101:0001                 | Утешительный раунд. Таблица B: Амартувшин Дашдава 011:100 | Не прошёл  | Не прошёл |           |
| Мужчины, до 66 кг                     | Бакдаулет Сабитов |                        | Якуб Шамилов 0011:0102 Таблица А: Бенче Замбори 100:000           | Касым Популов 0011:0002                                               | Артём Харченко 0011:111                                   | Не прошёл  | Не прошёл |           |
| Мужчины, до 73 кг                     | Еркебулан Канафин |                        | Любица Ковачевич 000H:1001                                        | Не прошёл                                                             | Не прошёл                                                 | Не прошёл  | Не прошёл | Не прошёл |
| Мужчины, до 81 кг                     | Даулетхан Жакыпов | Али Фадлалла 1001:0002 | Иван Иефанов 100:000                                              | Джованни Баттиста Мария Каролло 0131:1001                             | Не прошёл                                                 | Не прошёл  | Не прошёл |           |
| Мужчины, до 90 кг                     | Ислам Бозбаев |                        | Давид Карбелашвили 1002:000H                                      | Донгхан Гвак 000H:1001                                                | Не прошёл                                                 | Не прошёл  | Не прошёл |           |
| Мужчины, свыше 100 кг                 | Айтуар Абдулов |                        | Зилвинас Забарскас 1001:0101                                      | Ассем Эльсайед 0002:0001                                              | Не прошёл                                                 | Не прошёл  | Не прошёл |           |
| Мужчины, абсолютная весовая категория | Даурен Нуралинов |                        |                                                                   | Вадим Ландо 1011:0001 Таблица B: Антон Рудник 010:100                 | Масару Момосэ 0003:0002                                   | Не прошёл  | Не прошёл | Не прошёл |
| Мужчины, командный зачёт              | Айтуар Абдулов, Ислам Бозбаев, Рустам Ибраев, Еркебулан Канафин, Даурен Нуралинов, Бакдаулет Сабитов, Даулетхан Жакыпов                          |                        |                                                                   | Азербайджан 5:0                                                       | Польша 1:4                                                | Не прошли  | Не прошли | Не прошли |
| Женщины, до 48 кг                     | Меруерт Имангалиева |                        | Сам Вайлань 101:0001                                              | Даярис Роза Местре Альварез 0001:102 Таблица А: Марина Черняк 000:100 | Не прошла                                                 | Не прошла  | Не прошла |           |
| Женщины, до 52 кг                     | Алтынай Балтина |                        | Пенелопа Бонна 000H:1101                                          | Не прошла                                                             | Не прошла                                                 | Не прошла  | Не прошла | Не прошла |
| Женщины, до 57 кг                     | Назгуль Кубашева |                        | Агата Перенч 0002:1001                                            | Не прошла                                                             | Не прошла                                                 | Не прошла  | Не прошла | Не прошла |
| Женщины, до 63 кг                     | Мархабат Куатбекова |                        | Марина Мурашко 000:1001 Таблица А: Хуан Шихань 100:0001           | Таблица А: Саранзул Амгалан 100:001                                   | Не прошла                                                 | Не прошла  | Не прошла |           |
| Женщины, до 70 кг                     | Замзагул Файзолланова |                        |                                                                   | Айжан Кадырбекова 100:000                                             | Чжао Цзя 1001:000H                                        | Не прошла  | Не прошла | Не прошла |
| Женщины, до 78 кг                     | Альбина Амангельдиева |                        |                                                                   | Катарзина Фурманек 0001:0011                                          | Не прошла                                                 | Не прошла  | Не прошла |           |
| Женщины, свыше 78 кг                  | Зульфия Мухамедиярова |                        |                                                                   | Мария Шекерова 0002:100 Таблица А: Санта Пакените 0001:100            | Не прошла                                                 | Не прошла  | Не прошла |           |
| Женщины, абсолютная весовая категория | Зульфия Мухамедиярова |                        |                                                                   | Нада Эльфадли 000:100                                                 | Не прошла                                                 | Не прошла  | Не прошла |           |
| Женщины, командный зачёт              | Альбина Амангельдиева, Алтынай Балтина, Замзагул Файзолланова, Меруерт Имангалиева, Мархабат Куатбекова, Назгуль Кубашева, Зульфия Мухамедиярова |                        |                                                                   | Украина 0:5                                                           | Не прошли                                                 | Не прошли  | Не прошли |           |

### Теннис
| Спортсмен        | Дисциплина                | 1 раунд | 2 раунд       | 3 раунд   | 4 раунд   | 1/4 финала | 1/2 финала | Финал     |
| ---------------- | ------------------------- | ------- | ------------- | --------- | --------- | ---------- | ---------- | --------- |
| Ярослава Шведова | Женщины, одиночный разряд |         | Маса Грган WO | Не прошла | Не прошла | Не прошла  | Не прошла  | Не прошла |

### Тяжёлая атлетика
| Спортсмен           | Дисциплина           | Результат, кг | Место |
| ------------------- | -------------------- | ------------- | ----- |
| Маргарита Елисеева  | Женщины, до 53 кг    | 180           | 7     |
| Карина Горичева     | Женщины, до 63 кг    | 227           | 2     |
| Гульназ Наурызова   | Женщины, до 69 кг    | 205           | 6     |
| Анастасия Халикова  | Женщины, до 69 кг    | 194           | 8     |
| Александра Аборнева | Женщины, свыше 75 кг | 252           | 5     |
| Арли Чонтей         | Мужчины, до 56 кг    | 245           | 4     |
| Фархад Харки        | Мужчины, до 62 кг    | 306           | 1     |
| Александр Ким       | Мужчины, до 69 кг    | 286           | 11    |
| Кирилл Павлов       | Мужчины, до 77 кг    | 342           | 4     |
| Евгений Евстафьев   | Мужчины, до 85 кг    | 345           | 5     |
| Александр Зайчиков  | Мужчины, до 94 кг    | 375           | 2     |
| Сергей Истомин      | Мужчины, до 105 кг   | 375           | 6     |
| Ибрагим Берсанов    | Мужчины,свыше 105 кг | 403           | 6     |

### Фехтование
| Дисциплина                | Спортсмены                                                            | 1/64                            | 1/32                            | 1/16                            | 1/8                             | 1/4                             | 1/2                             | Финал                           |
| Дисциплина                | Спортсмены                                                            | Результат                       | Результат                       | Результат                       | Результат                       | Результат                       | Результат                       | Результат                       |
| ------------------------- | --------------------------------------------------------------------- | ------------------------------- | ------------------------------- | ------------------------------- | ------------------------------- | ------------------------------- | ------------------------------- | ------------------------------- |
| Мужчины, шпага            | Дмитрий Алексанин                                                     |                                 | Андраш Петерди 6:15             | не прошёл                       | не прошёл                       | не прошёл                       | не прошёл                       | не прошёл                       |
| Мужчины, шпага            | Эльмир Алимжанов                                                      |                                 | Ален Хаджич 11:15               | не прошёл                       | не прошёл                       | не прошёл                       | не прошёл                       | не прошёл                       |
| Мужчины, шпага            | Дмитрий Грязнов                                                       | Томас Эртзейд 15:9              | Ричард Покорный 11:15           | не прошёл                       | не прошёл                       | не прошёл                       | не прошёл                       | не прошёл                       |
| Мужчины, шпага            | Руслан Курбанов                                                       |                                 | Жуан Кордейру 15:13             | Марко Фикера 15:14              | Янник Борель 15:14              | Сергей Ходос 15:14              | Тристан Тулен 15:13             | Дун Чао 10:15                   |
| Мужчины, рапира           | Виталий Гладков                                                       | не прошёл предварительный раунд | не прошёл предварительный раунд | не прошёл предварительный раунд | не прошёл предварительный раунд | не прошёл предварительный раунд | не прошёл предварительный раунд | не прошёл предварительный раунд |
| Мужчины, рапира           | Дмитрий Кулаков                                                       |                                 | Ханс-Йоахим Лекок 12:15         | не прошёл                       | не прошёл                       | не прошёл                       | не прошёл                       | не прошёл                       |
| Мужчины, рапира           | Рауан Найзагеров                                                      | не прошёл предварительный раунд | не прошёл предварительный раунд | не прошёл предварительный раунд | не прошёл предварительный раунд | не прошёл предварительный раунд | не прошёл предварительный раунд | не прошёл предварительный раунд |
| Мужчины, сабля            | Дамир Ибрагимов                                                       | не прошёл предварительный раунд | не прошёл предварительный раунд | не прошёл предварительный раунд | не прошёл предварительный раунд | не прошёл предварительный раунд | не прошёл предварительный раунд | не прошёл предварительный раунд |
| Мужчины, сабля            | Ансархан Кенжебеков                                                   |                                 |                                 | Ю Пенг Кеан 12:15               | не прошёл                       | не прошёл                       | не прошёл                       | не прошёл                       |
| Мужчины, сабля            | Сергей Ерёменко                                                       |                                 | Дэн Сяохао 5:15                 | не прошёл                       | не прошёл                       | не прошёл                       | не прошёл                       | не прошёл                       |
| Мужчины, командная шпага  | Дмитрий Алексанин, Эльмир Алимжанов, Дмитрий Грязнов, Руслан Курбанов |                                 |                                 |                                 | Чехия 45:39                     | Италия 45:42                    | Франция 34:45                   | Швейцария 35:34                 |
| Мужчины, командная рапира | Виталий Гладков, Дмитрий Кулаков, Рауан Найзагеров                    |                                 |                                 |                                 | Франция 22:45                   | не прошли                       | не прошли                       | не прошли                       |
| Мужчины, командная сабля  | Дамир Ибрагимов, Ансархан Кенжебеков, Сергей Ерёменко                 |                                 |                                 |                                 | Южная Корея 37:45               | не прошли                       | не прошли                       | не прошли                       |
| Женщины, шпага            | Асель Алибекова                                                       |                                 | Аманда Симеан 6:15              | не прошла                       | не прошла                       | не прошла                       | не прошла                       | не прошла                       |
| Женщины, шпага            | Ульяна Балаганская                                                    | Микаэла Кок 13:15               | не прошла                       | не прошла                       | не прошла                       | не прошла                       | не прошла                       | не прошла                       |
| Женщины, шпага            | Джамиля Юнусбаева                                                     |                                 | Ирина Левин 15:8                | Сунь Ивэнь 12:15                | не прошла                       | не прошла                       | не прошла                       | не прошла                       |
| Женщины, сабля            | Тамара Почекутова                                                     | не прошла предварительный раунд | не прошла предварительный раунд | не прошла предварительный раунд | не прошла предварительный раунд | не прошла предварительный раунд | не прошла предварительный раунд | не прошла предварительный раунд |
| Женщины, сабля            | Татьяна Приходько                                                     |                                 | Энн-Элизабет Стоун 11:15        | не прошла                       | не прошла                       | не прошла                       | не прошла                       | не прошла                       |
| Женщины, сабля            | Юлия Живица                                                           |                                 |                                 | Аоки Тико 14:15                 | не прошла                       | не прошла                       | не прошла                       | не прошла                       |
| Женщины, командная шпага  | Асель Алибекова, Ульяна Балаганская, Джамиля Юнусбаева                |                                 |                                 | Канада 45:29                    | Польша 33:45                    | не прошли                       | не прошли                       | не прошли                       |
| Женщины, командная сабля  | Тамара Почекутова, Татьяна Приходько, Юлия Живица                     |                                 |                                 |                                 | Китай 43:45                     | не прошли                       | не прошли                       | не прошли                       |

### Шахматы
| Дисциплина | Спортсмены         | Очки | Место |
| ---------- | ------------------ | ---- | ----- |
| Женщины    | Мадина Давлетбаева | 5,5  | 17    |
| Женщины    | Гулисхан Нахбаева  | 4,0  | 45    |